# Parque Natural Municipal Salto do Sucuriú
O Parque Natural Municipal Salto do Sucuriú é um parque localizado na cidade de Costa Rica, no estado de Mato Grosso do Sul. Foi criado através da Lei Municipal nº 515 de 21 de novembro de 2000, através de compensação ambiental pela implantação da Usina Hidrelétrica de Costa Rica. Encontra-se na Bacia Hidrográfica do Paraná, sub-bacia do Sucuriú, inserido no bioma cerrado, abriga remanescentes significativos de vegetação nativa, com ocorrência de matas ciliares nas margens do rio Sucuriú, Córrego Grota Funda e Ribeirão de Baixo, fazendo parte do Pantanal.
É um parque muito conhecido pelo ecoturismo. As corredeiras do rio Sucuriú permitem a prática de rafting e a descida de rapel nos saltos Majestoso, que tem 64 metros de altura, e Saltinho, com 36 metros de queda d'água. No local, também é possível fazer trilhas em meio à vegetação típica do cerrado. Existe também um circuito de tirolesas, o maior do estado e segundo maior do Brasil, sendo: na tirolesa da Libélula, são percorridos 70 metros; na do Tucano, 230 metros; na da Andorinha, a maior delas, 400 metros.

## Galeria de fotos

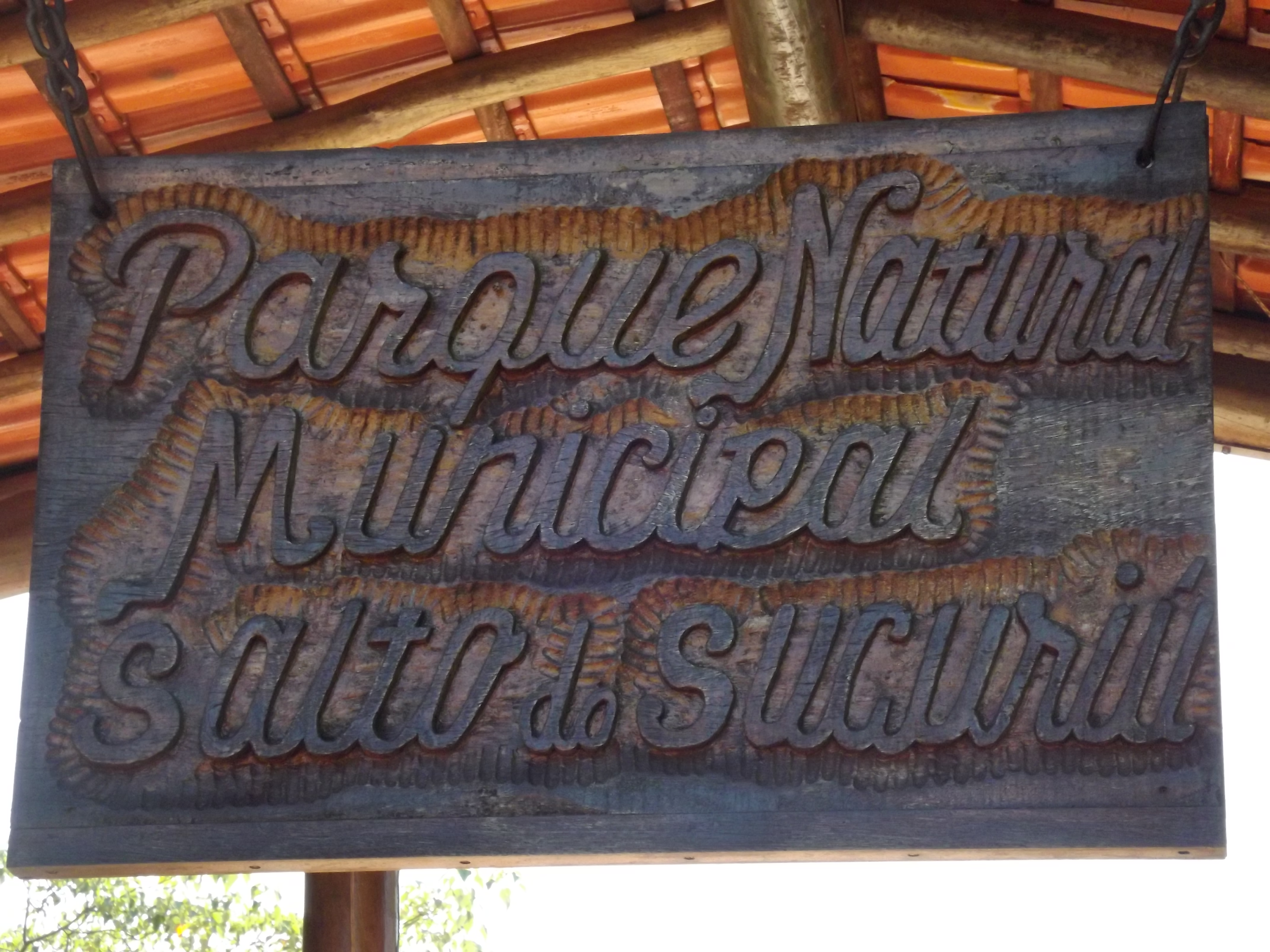
Placa na entrada do parque
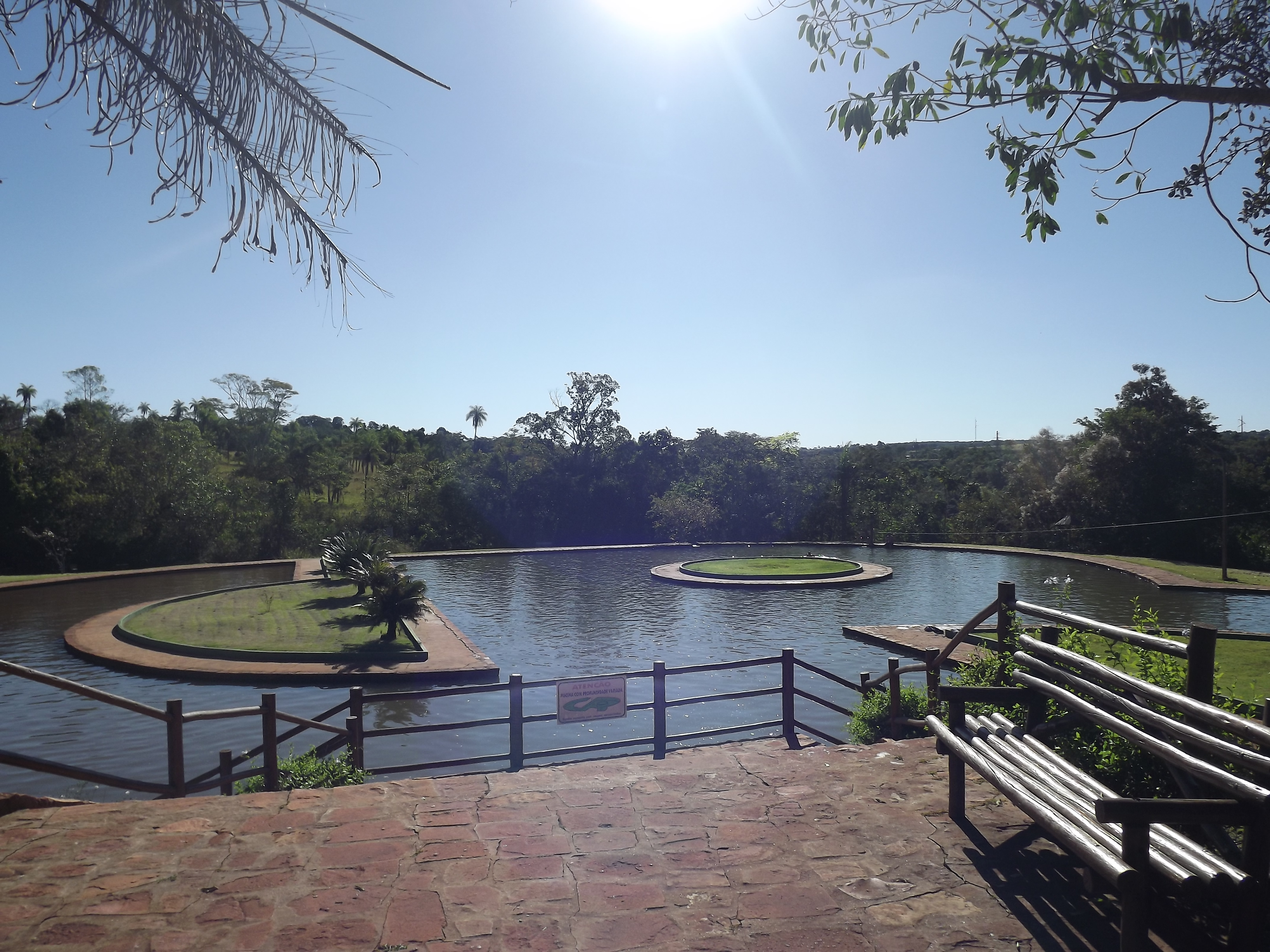
Piscina natural
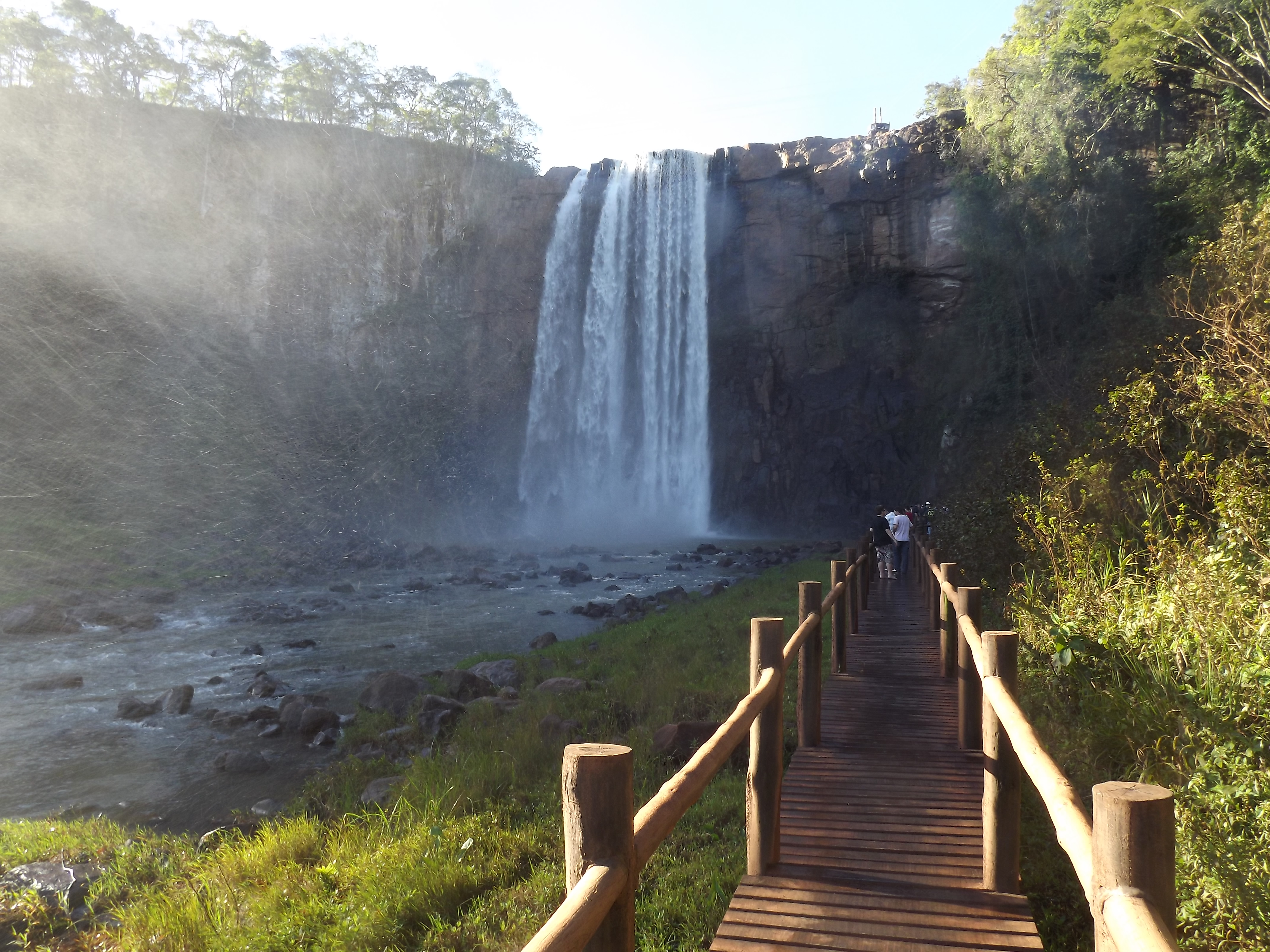
Queda de água Salto Majestoso
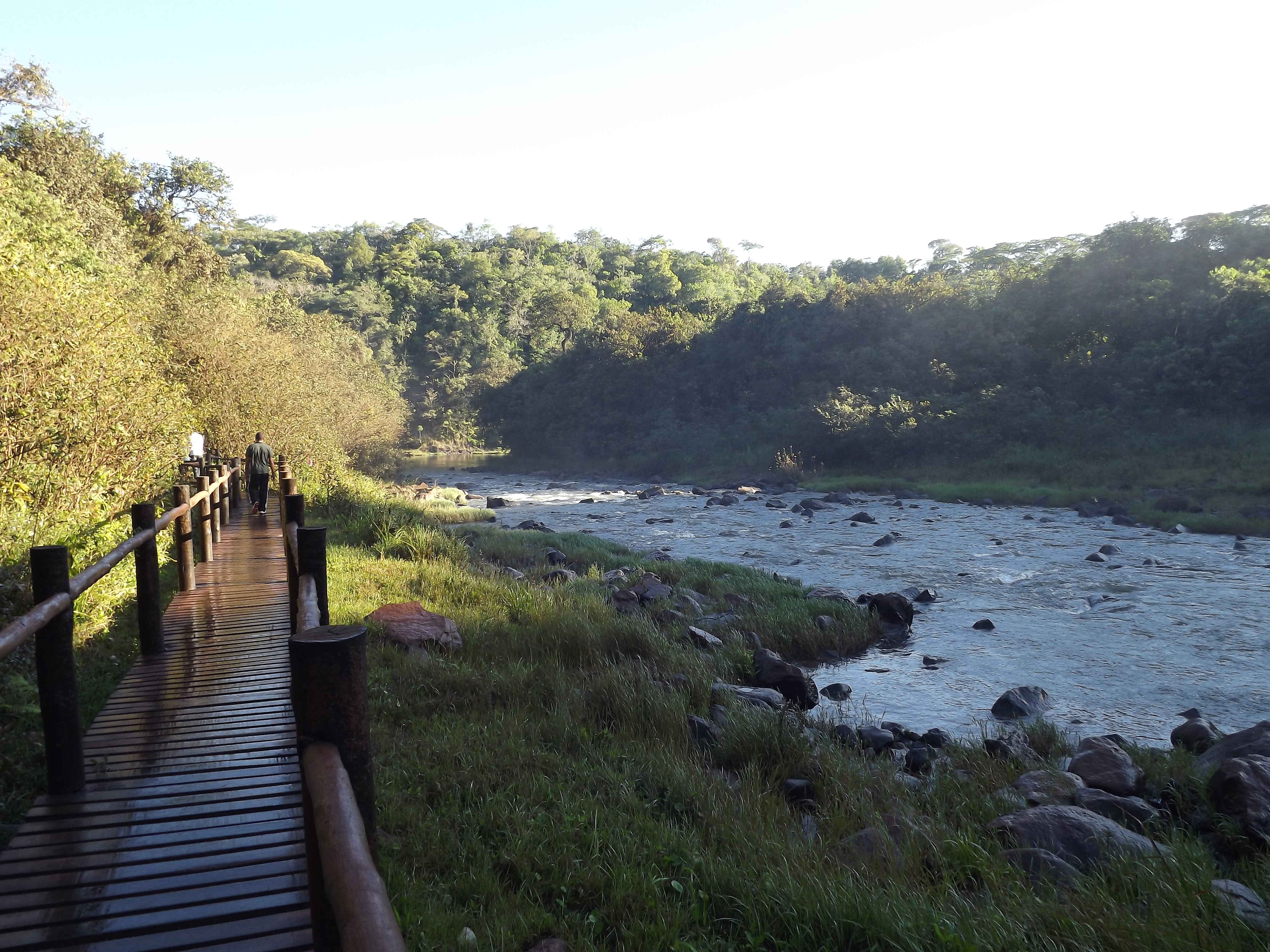
Queda de água Salto Majestoso
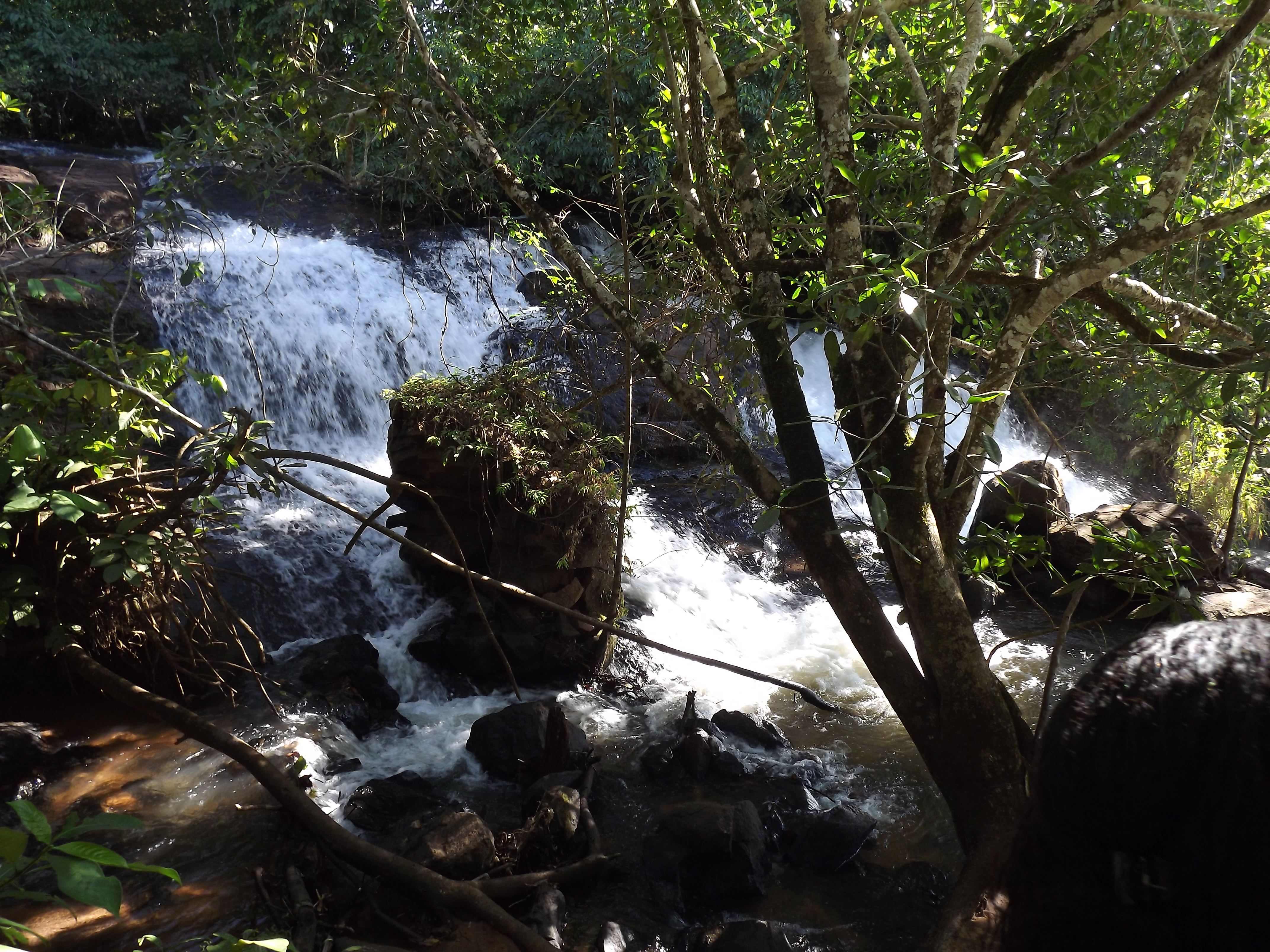
Uma das diversas quedas de água do Parque
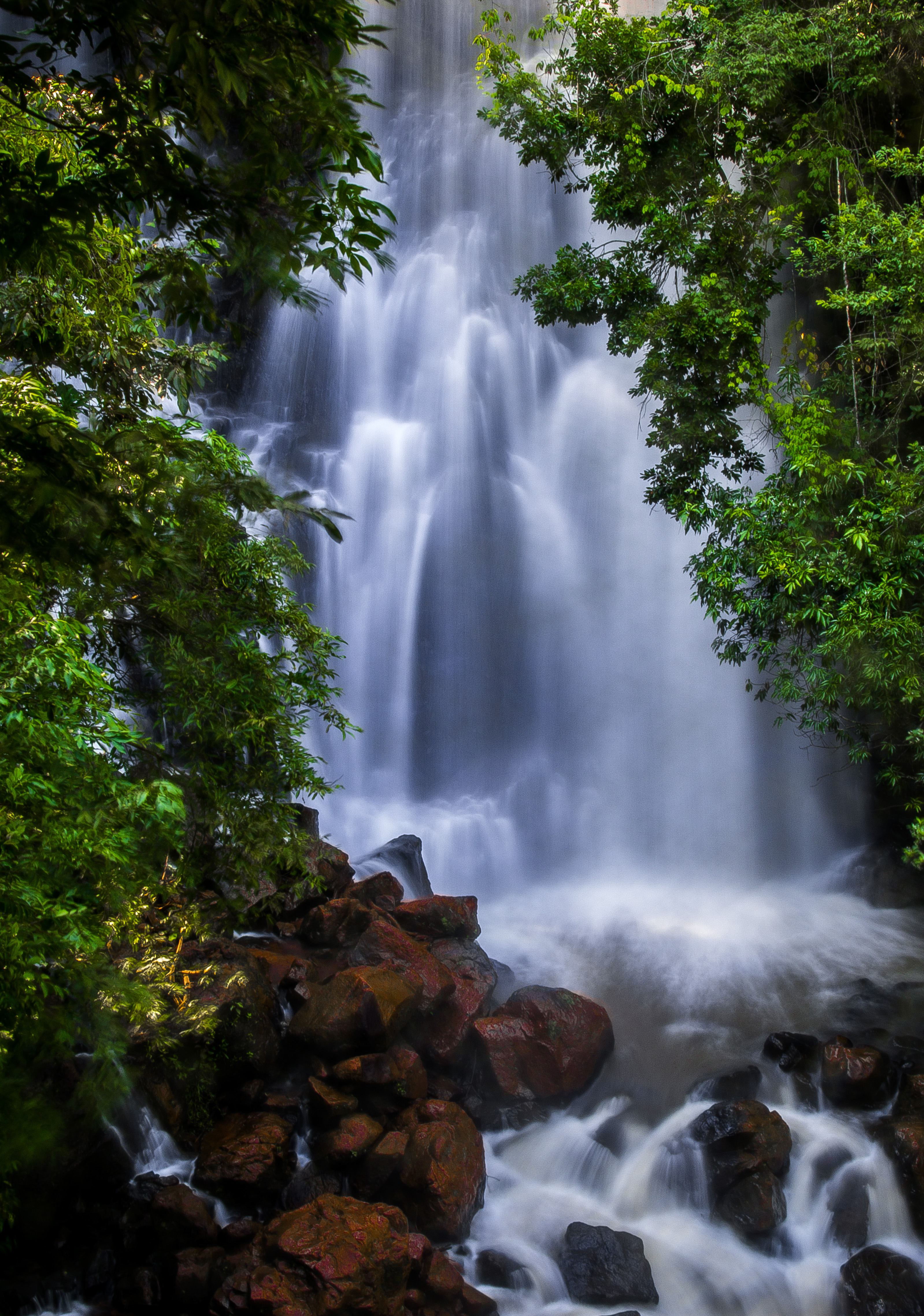
Saltinho do Sucuriú

## Ligação externa
- «Site oficial do parque»